# Oulimnius bertrandi
Oulimnius bertrandi là một loài bọ cánh cứng trong họ Elmidae. Loài này được Berthélemy miêu tả khoa học năm 1964.